# (1797) Schaumasse
(1797) Schaumasse est un astéroïde de la ceinture principale.

## Description
(1797) Schaumasse est un astéroïde de la ceinture principale. Il fut découvert le 15 novembre 1936 à Nice par André Patry. Il présente une orbite caractérisée par un demi-grand axe de 2,24 UA, une excentricité de 0,02 et une inclinaison de 3,1° par rapport à l'écliptique.
Il est nommé d'après l'astronome français Alexandre Schaumasse.

## Compléments